# 沙普利 (緬因州)
沙普利（英語：Shapleigh）是一個位於美國緬因州約克縣的鎮。

## 人口
根據2020年美國人口普查的數據，沙普利的面積為106.68平方千米，當中陸地面積為100.36平方千米，而水域面積為6.32平方千米。當地共有人口2921人，而人口密度為每平方千米27人。